# Itihāsa

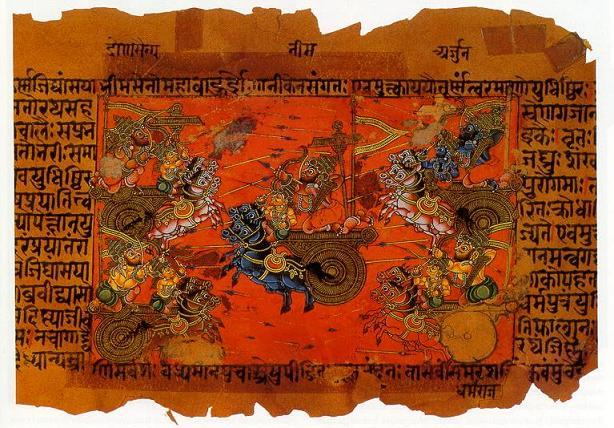
Illustrazione del Mahābhārata in un manoscritto databile, probabilmente, al XVIII secolo.

Il termine itihāsa (sostantivo maschile sanscrito; devanāgarī; इतिहास; lett. "così dunque fu") si riferisce in modo collettivo alle scritture epiche induiste che valgono, nella cultura hindū, in qualità di storie-modello per la propria esistenza. La lettura, o ascolto, degli itihāsa è tradizionalmente consentita a tutti i componenti della società hindū, compresi gli  śūdra e le donne. Per questa ragione gli Itihāsa, che fanno parte della raccolta Smṛti, sono indicati anche come il "quinto" Veda" già a partire dalla Chāndogya Upaniṣad:
nāmaivaitat 
nāmopāssveti»
(Chāndogya Upaniṣad, VII,1,4: traduzione di Pio Filippani Ronconi)
Dal punto di vista tradizionale, la letteratura degli Itihāsa-Purāṇa è una letteratura "scritta" a differenza di quella vedica che è una cultura, ancora, "orale" e che va appresa quindi solo mnemonicamente, essendo fondata soprattutto sulla sonorità. Essendo la scrittura una pratica che non dà in alcun modo accesso al "sapere" essa è affidata a persone di rango "inferiore". 
Inoltre, va tenuto presente che gli appartenenti alle famiglie relative alle prime tre caste (gli dvija, i "nati due volte", ovvero i componenti delle prime tre caste hindū: brāhmaṇa, kṣatriya e vaiśya), sono appena l'8,5% dell'intera società hindū e che da questa percentuale vanno sottratte le donne ciò dà la cifra dell'importanza religiosa per gli  hindū  della letteratura scritta degli  Itihāsa-Purāṇa.
Strettamente collegati quindi ad altri testi, detti Purāṇa, gli Itihāsa corrispondono a due opere:
- Il Rāmāyaṇa ("Il cammino di Rāmā")  attribuito tradizionalmente a Vālmīki;
- Il Mahābhārata ( "La grande [storia] dei Bhārata") attribuito tradizionalmente a  Vyāsa (il "Compilatore", appellativo di Kṛṣṇa Dvaipāyana).

(Alberto Pelissero, Le letterature classiche dell'India. Brescia, Morcelliana, 2007, p. 68)